# Лейви
Лѐйви (на италиански и на лигурски: Leivi) е община в Северна Италия, провинция Генуа, регион Лигурия. Разположено е на 272 m надморска височина. Населението на общината е 2350 души (към 2011 г.).
Административен център е село Соларо (Solaro).